# 恋女情结
恋女情结（英語：Lear Complex，也译作李尔王情结），是指父亲偏爱女儿，以自己的标准去教育女儿，望女成凤，让女儿成为自己或者成为自己理想中的人。开始的时候恋女情结是纯洁无瑕的，从孩子进入青春期后，父亲面对亭亭玉立的女儿不知道该如何去表达自己对女儿的情感，便开始搀杂进了性和暴力的成份。

## 定义

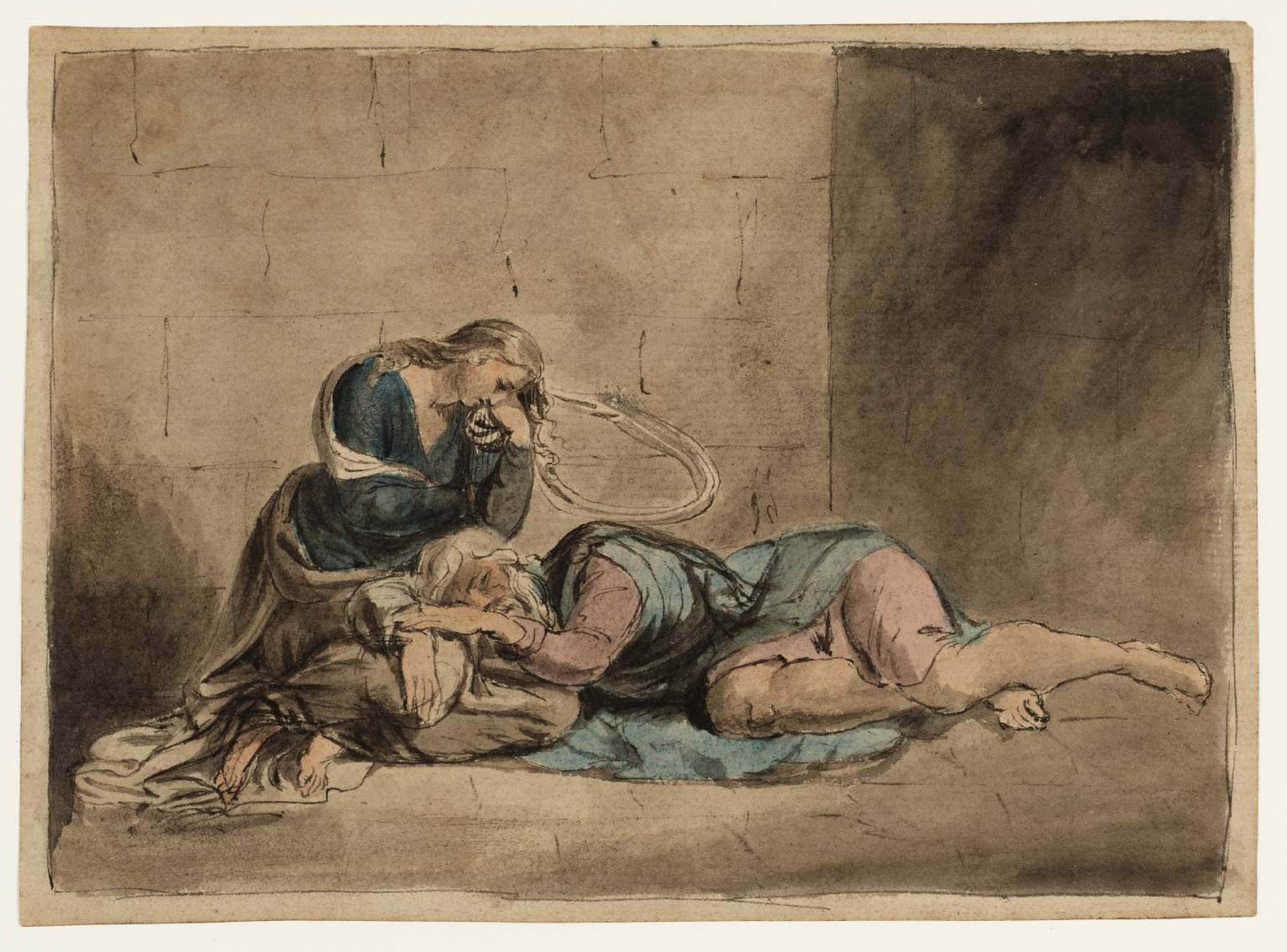
狱中的李尔和自己的第三个女儿寇蒂莉亚 - 威廉·布雷克（William Blake）

李尔王情结是西格蒙德·弗洛伊德的著作《弗洛伊德论文集》卷四主张的一种观点，名称来自莎士比亚的作品《李尔王》，弗洛伊德认为李尔王有恋女情结，他的三个女儿高纳里尔（Goneril）、里根（Regan）、寇蒂莉亚（Cordelia），分别象征了男人和女人之间必然关系的三种形象：生他的女人（母亲）、嫁他的女人（以母亲的形象作为择偶标准）、毁灭他的女人（返回母体）。